# Miss Mundo España
Miss Mundo España (en inglés y oficialmente Miss World Spain) es un concurso de belleza nacional en España que se celebra anualmente desde el año 2013 para elegir a la representante del país en el certamen de Miss Mundo.

## Historia

### Fundación y primeros años (2013-2016)
Fue fundado en 2013 por la empresa Be Beautiful Spain (actualmente Be Miss) tras la desaparición de Miss España.
Al contrario que en Miss España Universo, las participantes son elegidas por las distintas áreas participantes, siguiendo así un formato similar al de Miss España.
La primera gala fue realizada el 27 de junio de 2013 en Tenerife, resultando ganadora Elena Ibarbia Jiménez, que más tarde participó en Miss Mundo 2013 siendo cuarta finalista.
La gala para elegir a la Miss España Mundo 2014 se celebró el 13 de septiembre de 2014 en Benicassim (Castellón), en la cual se alzó con la victoria la castellanomanchega Lourdes Rodríguez Guzmán, que participó en Miss Mundo 2014 no consiguiendo clasificar.
En 2015, la ganadora del certamen fue la barcelonesa Mireia Lalaguna, que también fue coronada como Miss Mundo 2015.
En 2016, la ganadora del certamen fue la aragonesa Raquel Tejedor.

### Cambio de organización (2016-presente)
Tras Miss Mundo 2016, la organización "Be Miss" se desvincula de Miss Mundo España para centrarse exclusivamente en Miss España Universo, por lo que el certamen pasa a manos de una nueva organización, "Nuestra Belleza España".

## Lista de ganadoras
| Año  | Miss Mundo España              | Delegación         | Ciudad anfitriona            |
| ---- | ------------------------------ | ------------------ | ---------------------------- |
| 2013 | Elena Ibarbia Jiménez          | País Vasco         | Puerto de la Cruz (Tenerife) |
| 2014 | Lourdes Rodríguez Guzmán       | Castilla-La Mancha | Benicassim (Castellón)       |
| 2015 | Mireia Lalaguna                | Barcelona          | Estepona (Málaga)            |
| 2016 | Raquel Tejedor Meléndez        | Zaragoza           | Tarragona                    |
| 2017 | María Elisa Tulián             | Islas Baleares     | Playa de Aro (Gerona)        |
| 2018 | Amaia Izar                     | Navarra            | Rota (Cádiz)                 |
| 2019 | María del Mar Aguilera Zuheros | Córdoba            | Melilla                      |
| 2020 | Ana García Segundo             | Almería            | Oropesa del Mar (Castellón)  |
| 2022 | Paula Pérez                    | Castellón          | Pineda de Mar (Barcelona)    |
| 2023 | Corina Mrazek                  | Tenerife           | Los Realejos (Tenerife)      |

## Representación por año
: Declarada como ganadora
     : Terminó como finalista
     : Terminó como una de las semifinalistas o cuartofinalistas
     : Terminó como ganadora de premios especiales
| Año                                                 | Comunidad Autónoma | Miss Mundo España | Posición en Miss Mundo | Premios especiales |
| --------------------------------------------------- | --- | --- | --- | --- |
| 2025                                                | Tenerife | Corina Mrazek | Por competir | Por competir |
| 2023                                                | Castellón | Paula Pérez | Top 12 | - Desafío Head-to-Head (Top 25) - Miss World Talent (Top 23)                                                                                         |
| 2022                                                | Miss Mundo 2021 se reprogramó para el 16 de marzo de 2022 debido al brote de pandemia de COVID-19 en Puerto Rico, no comenzó ninguna edición en 2022 | Miss Mundo 2021 se reprogramó para el 16 de marzo de 2022 debido al brote de pandemia de COVID-19 en Puerto Rico, no comenzó ninguna edición en 2022 | Miss Mundo 2021 se reprogramó para el 16 de marzo de 2022 debido al brote de pandemia de COVID-19 en Puerto Rico, no comenzó ninguna edición en 2022 | Miss Mundo 2021 se reprogramó para el 16 de marzo de 2022 debido al brote de pandemia de COVID-19 en Puerto Rico, no comenzó ninguna edición en 2022 |
| 2021                                                | Almería | Ana García | No clasificó | |
| 2020                                                | Debido al impacto de la pandemia de COVID-19, no hubo concurso en 2020                                                                               | Debido al impacto de la pandemia de COVID-19, no hubo concurso en 2020                                                                               | Debido al impacto de la pandemia de COVID-19, no hubo concurso en 2020                                                                               | Debido al impacto de la pandemia de COVID-19, no hubo concurso en 2020                                                                               |
| 2019                                                | Córdoba | María Del Mar Aguilera | Top 40 | - Miss Mundo Deportes (Top 32) |
| 2018                                                | Navarra | Amaia Izar | No clasificó | - Miss World Sport (Top 18) - Miss World Top Model (Top 24)                                                                                          |
| 2017                                                | Islas Baleares | Elisa Tulian | No clasificó | - Miss World Sport Top 20 |
| Be Miss Mundo España / Be Miss World Spain          | | | | |
| 2016                                                | Zaragoza | Raquel Tejedor | No clasificó | - Miss World Sport (Top 24) |
| 2015                                                | Barcelona | Mireia Lalaguna | Miss Mundo 2015 | - Miss World Top Model - Miss World Sport (Top 24) - Miss World Talent (Top 30)                                                                      |
| 2014                                                | Castilla-La Mancha | Lourdes Fernández | No clasificó | |
| 2013                                                | País Vasco | Elena Ibarbia Jiménez | Top 6 | - Miss World Sport (1.ª finalista) - Miss World Beach Beauty (Top 11)                                                                                |
| Spanish Representatives from Miss España/Miss Spain | | | | |
| 2012                                                | Las Palmas | Aránzazu Estévez Godoy | Top 15 | - Miss World Top Model (Top 10) - Miss World Beach Beauty (Top 40)                                                                                   |
| 2011                                                | Las Palmas | Carla García Barber | Top 15 | - Miss World Beach Beauty (Top 20) - Beauty with a Purpose (Top 30)                                                                                  |
| 2010                                                | Sevilla | Fátima Jiménez | No clasificó | - Miss World Top Model (Top 20) |
| 2009                                                | Granada | Carmen Laura García | No clasificó | - Miss World Talent (Top 22) |
| 2008                                                | Tenerife | Patricia Yurena Rodríguez | Top 15 | - Miss World Beach Beauty (Top 10) - Miss World Top Model (Top 10)                                                                                   |
| 2007                                                | País Vasco | Natalia Zabala Arroyo | No clasificó | - Miss World Beach Beauty (Top 21) |
| 2006                                                | Alicante | Inmaculada Torres Del Rey | No clasificó | - Miss World Beach Beauty (Top 10) |
| 2005                                                | Catalonia | Mireia Verdú Tremosa | Top 15 | |
| 2004                                                | Cataluña | Maite Medina Cerrato | No clasificó | - Miss World Top Model (4.ª finalista) - Miss World Talent (Top 20)                                                                                  |
| 2003                                                | Málaga | María Teresa Martín | No clasificó | |
| 2002                                                | Sevilla | Lola Alcocer | No clasificó | |
| 2001                                                | Sevilla | Macarena García Naranjo | Top 10 | |
| 2000                                                | Cataluña | Verónica García Benito | No clasificó | |
| 1999                                                | País Vasco | Lorena Bernal Pascual | Top 10 | |
| 1998                                                | Cádiz | Rocío Jiménez Fernández | No clasificó | |
| 1997                                                | Islas Baleares | Nuria Avellaneda Gallego | No clasificó | |
| 1996                                                | Cantabria | Patricia Ruiz Fernández | No clasificó | |
| 1995                                                | Tenerife | Candelaria Rodríguez | No clasificó | |
| 1994                                                | Catalonia | Virginia Pareja Garófano | No clasificó | |
| 1993                                                | Madrid | Araceli García Eugenio | No clasificó | |
| 1992                                                | Islas Baleares | Samantha Torres | No clasificó | |
| 1991                                                | Tenerife | María Candelaria Moreno | No clasificó | |
| 1990                                                | Málaga | María del Carmen Carrasco | No clasificó | |
| 1989                                                | Córdoba | Eva María Pedraza | No clasificó | |
| 1988                                                | Catalonia | Susana de la Llave Varón | Top 5 | |
| 1987                                                | Las Palmas | Sonsoles Artigas Medero | No clasificó | |
| 1986                                                | Málaga | Remedios Cervantes | No clasificó | |
| 1985                                                | Valencia | María Amparo Martínez | No clasificó | |
| 1984                                                | Castilla y León | Juncal Rivero Fadrique | No clasificó | |
| 1983                                                | Las Palmas | Milagros Pérez Castro | No clasificó | |
| 1982                                                | Zaragoza | Ana Isabel Herrero García | No clasificó | |
| 1981                                                | Málaga | Cristina Pérez Cottrell | No clasificó | |
| 1980                                                | Las Palmas | Francisca Otero | No clasificó | |
| 1979                                                | Madrid | María Dolores «Lola» Forner Toro | Top 15 | |
| 1978                                                | Las Palmas | Gloria María Valenciano | Cuarta finalista | |
| 1977                                                | Islas Baleares | Guillermina Ruíz Doménech | Top 15 | |
| 1976                                                | Tenerife | Luz María Polegre Hernández | Top 15 | |
| 1975                                                | No compitió | No compitió | No compitió | No compitió |
| 1974                                                | Tenerife | Natividad Rodríguez | Top 15 | |
| 1973                                                | Cataluña | Mariona Rosell | No clasificó | |
| 1972                                                | Madrid | María del Carmen Muñoz | No clasificó | |
| 1971                                                | Madrid | María Margarita García | Top 15 | |
| 1970                                                | Cádiz | Josefina Román Gutiérrez | No clasificó | |
| No compitió entre 1965 y 1969                       | | | | |
| 1964                                                | Madrid | María José Ulla Madronero | Top 16 | |
| 1963                                                | Málaga | Encarnación Zalabardo | No clasificó | |
| 1962                                                | Cataluña | Conchita Roig Urpi | No clasificó | |
| 1961                                                | Cataluña | María del Carmen Fernández | Segunda finalista | |
| 1960                                                | Barcelona | Concepción Molinera Palacios | No clasificó | |

## Ganadoras por delegaciones
| Área               | Miss World Spain | 1.ª finalista | 2.ª finalista |               |               |               |               |               |               |               |               |               |               |               |               |               |               |               |               |
| 2017-presente      | 2017-presente    | 2017-presente | 2017-presente | 2017-presente | 2017-presente | 2017-presente | 2017-presente | 2017-presente | 2017-presente | 2017-presente | 2017-presente | 2017-presente | 2017-presente | 2017-presente | 2017-presente | 2017-presente | 2017-presente | 2017-presente | 2017-presente |
| ------------------ | ---------------- | ------------- | ------------- | ------------- | ------------- | ------------- | ------------- | ------------- | ------------- | ------------- | ------------- | ------------- | ------------- | ------------- | ------------- | ------------- | ------------- | ------------- | ------------- |
| Castellón          | 1 (2022)         | -             | -             |               |               |               |               |               |               |               |               |               |               |               |               |               |               |               |               |
| Almería            | 1 (2020)         | -             | -             |               |               |               |               |               |               |               |               |               |               |               |               |               |               |               |               |
| Córdoba            | 1 (2019)         | -             | -             |               |               |               |               |               |               |               |               |               |               |               |               |               |               |               |               |
| Navarra            | 1 (2018)         | -             | -             |               |               |               |               |               |               |               |               |               |               |               |               |               |               |               |               |
| Islas Baleares     | 1 (2017)         | -             | -             |               |               |               |               |               |               |               |               |               |               |               |               |               |               |               |               |
| Las Palmas         | -                | 1 (2019)      | -             |               |               |               |               |               |               |               |               |               |               |               |               |               |               |               |               |
| Tenerife           | -                | -             | 1 (2019)      |               |               |               |               |               |               |               |               |               |               |               |               |               |               |               |               |
| Cantabria          | -                | 1 (2017)      | -             |               |               |               |               |               |               |               |               |               |               |               |               |               |               |               |               |
| Valencia           | -                | -             | 1 (2017)      |               |               |               |               |               |               |               |               |               |               |               |               |               |               |               |               |
| 2013-2016          |                  |               |               |               |               |               |               |               |               |               |               |               |               |               |               |               |               |               |               |
| Castilla-La Mancha | 1 (2014)         | -             | -             |               |               |               |               |               |               |               |               |               |               |               |               |               |               |               |               |
| País Vasco         | 1 (2013)         | -             | -             |               |               |               |               |               |               |               |               |               |               |               |               |               |               |               |               |
| Barcelona          | 1 (2015)         | -             | -             |               |               |               |               |               |               |               |               |               |               |               |               |               |               |               |               |
| Aragón             | 1 (2016)         | -             | -             |               |               |               |               |               |               |               |               |               |               |               |               |               |               |               |               |
| Madrid             | -                | 1 (2013)      | 1 (2016)      |               |               |               |               |               |               |               |               |               |               |               |               |               |               |               |               |
| Las Palmas         | -                | 1 (2014)      | -             |               |               |               |               |               |               |               |               |               |               |               |               |               |               |               |               |
| Asturias           | -                | 1 (2015)      | -             |               |               |               |               |               |               |               |               |               |               |               |               |               |               |               |               |
| Lérida             | -                | 1 (2016)      | -             |               |               |               |               |               |               |               |               |               |               |               |               |               |               |               |               |
| Málaga             | -                | -             | 1 (2013)      |               |               |               |               |               |               |               |               |               |               |               |               |               |               |               |               |
| Alicante           | -                | -             | 1 (2014)      |               |               |               |               |               |               |               |               |               |               |               |               |               |               |               |               |
| Islas Baleares     | -                | -             | 1 (2015)      |               |               |               |               |               |               |               |               |               |               |               |               |               |               |               |               |